# Eurodisc
Eurodisc est une marque discographique appartenant à Ariola-Eurodisc créée en 1963. Basée en Allemagne de l'Ouest cette marque est arrivée ensuite en France et a publié des collections principalement de musique classique et moderne telles que Musique du XXe siècle et aussi des chansons populaires et variétés sous la marque Arabella-Eurodisc.